# Campeonato Ecuatoriano de Fútbol 2011
El Campeonato Ecuatoriano de Fútbol 2011 de la Serie A, cuyo nombre comercial fue «Copa Credife 2011», fue un torneo de fútbol organizado por la Federación Ecuatoriana de Fútbol. El sistema del torneo fue aprobado por el Congreso de la FEF que se llevó a cabo el 7 de enero de 2011. El sistema fue definido por los clubes de la Serie A en sesión ordinaria de la FEF el 15 de diciembre de 2010, el cual consistió de 2 etapas en que se enfrentaron todos los clubes entre sí, y el ganador de cada etapa disputó la final del campeonato para determinar al campeón y subcampeón del año.
Universidad Católica y Macará habían descendido a la Serie B de Ecuador la temporada anterior.

## Equipos participantes
12 equipos en total afiliados a la FEF, participaron en el torneo. Los clubes que jugaron el campeonato 2011 estuvieron conformados por los 10 mejores equipos que disputaron el torneo de Serie A de 2010 y se complementaró la lista con los 2 mejores equipos del torneo de Serie B de 2010, la Liga de Loja y el Imbabura SC.
En términos geográficos, 3 clubes pertenecen a la región litoral (costa), mientras que los 9 restantes tendrán sus sedes en provincias de la región interandina (sierra). Con lo que respecta a las grandes ciudades, en Guayaquil se encuentran 2 equipos, en Quito se concentran la mayoría de los clubes participantes del torneo con un total de 4 equipos, aunque uno de ellos (Espoli) jugará sus partidos en Santo Domingo, además el Independiente del Valle tiene su sede en el Estadio Municipal General Rumiñahui, en la localidad de Sangolquí, Valle de Los Chillos, en el área metropolitana de la capital, mientras que en Cuenca solo jugará el Deportivo Cuenca. Además, hay otras cuatro ciudades con un solo equipo las cuales son: la ciudad de Riobamba como sede del Olmedo, Ibarra como sede del Imbabura SC, Loja como sede de la Liga de Loja y Manta como sede del Manta FC.
| Equipos participantes   | Equipos participantes | Equipos participantes                                   |
| ----------------------- | --------------------- | ------------------------------------------------------- |
|                         |                       |                                                         |
| Equipo                  | Ciudad                | Estadio                                                 |
| Barcelona               | Guayaquil             | Estadio Monumental Banco Pichincha                      |
| Deportivo Cuenca        | Cuenca                | Estadio Alejandro Serrano Aguilar                       |
| Deportivo Quito         | Quito                 | Estadio Olímpico Atahualpa                              |
| El Nacional             | Quito                 | Estadio Olímpico Atahualpa                              |
| Emelec                  | Guayaquil             | Estadio George Capwell                                  |
| Espoli                  | Quito                 | Estadio Olímpico Municipal Etho Vega (en Santo Domingo) |
| Imbabura S.C.           | Ibarra                | Estadio Olímpico de Ibarra                              |
| Independiente del Valle | Sangolquí             | Estadio Municipal General Rumiñahui                     |
| Liga de Loja            | Loja                  | Estadio Federativo Reina del Cisne                      |
| Liga de Quito           | Quito                 | Estadio de Liga Deportiva Universitaria                 |
| Manta F.C.              | Manta                 | Estadio Jocay                                           |
| Olmedo                  | Riobamba              | Estadio Olímpico de Riobamba                            |

### Entrenadores
| Entrenadores actuales   | Entrenadores actuales |
| ----------------------- | --------------------- |
|                         |                       |
| Equipo                  | Entrenador            |
| Barcelona               | Luis Zubeldía         |
| Deportivo Cuenca        | Luis Soler            |
| Deportivo Quito         | Carlos Ischia         |
| El Nacional             | Mario Saralegui       |
| Emelec                  | Marcelo Fleitas       |
| Espoli                  | Eduardo Granda        |
| Imbabura S.C.           | Cipriano Valentín*    |
| Independiente del Valle | Carlos Sevilla        |
| Liga de Loja            | Diego Ochoa*          |
| Liga de Quito           | Edgardo Bauza         |
| Manta F.C.              | Armando Osma (†)      |
| Olmedo                  | Dragan Miranovic (+)  |

* Técnicos interinos

### Cambios de entrenadores
| Club                    | Entrenador destituido | Fecha de salida         | Reemplazado por     | Fecha de llegada        | Posición en la tabla |
| ----------------------- | --------------------- | ----------------------- | ------------------- | ----------------------- | -------------------- |
| Espoli                  | Carlos Calderón       | 17 de febrero de 2011   | Santiago Ostolaza   | 18 de febrero de 2011   | 12                   |
| Imbabura SC             | Wilson Armas          | 11 de marzo de 2011     | Eduardo Granda      | 11 de marzo de 2011     | 12                   |
| Barcelona               | Rubén Darío Insúa     | 24 de marzo de 2011     | Álex Aguinaga       | 25 de marzo de 2011     | 9                    |
| Independiente del Valle | Julio Asad            | 17 de abril de 2011     | Carlos Sevilla      | 17 de abril de 2011     | 12                   |
| Liga de Loja            | Homero Valencia       | 24 de abril de 2011     | Diego Ochoa*        | 24 de abril de 2011     | 8                    |
| Deportivo Quito         | Fabián Bustos         | 1 de mayo de 2011       | Juan Carlos Garay*  | 1 de mayo de 2011       | 3                    |
| Manta FC                | Gabriel Perrone       | 2 de mayo de 2011       | Carlos Pico         | 2 de mayo de 2011       | 10                   |
| Liga de Loja            | Diego Ochoa*          | 5 de mayo de 2011       | Jorge Habegger      | 5 de mayo de 2011       | 7                    |
| Deportivo Quito         | Juan Carlos Garay*    | 6 de mayo de 2011       | Carlos Ischia       | 6 de mayo de 2011       | 3                    |
| Emelec                  | Omar Asad             | 24 de mayo de 2011      | Juan Ramón Silva*   | 24 de mayo de 2011      | 2                    |
| Barcelona               | Álex Aguinaga         | 27 de mayo de 2011      | Walter Guerrero*    | 27 de mayo de 2011      | 9                    |
| Imbabura SC             | Eduardo Granda        | 13 de junio de 2011     | Fabián Bustos       | 27 de junio de 2011     | 10                   |
| Barcelona               | Walter Guerrero*      | 23 de junio de 2011     | Luis Zubeldía       | 23 de junio de 2011     | 8                    |
| Emelec                  | Juan Ramón Silva*     | 8 de julio de 2011      | Juan Ramón Carrasco | 8 de julio de 2011      | 1                    |
| Imbabura SC             | Fabián Bustos         | 25 de agosto de 2011    | Nelson Montenegro*  | 27 de agosto de 2011    | 11                   |
| Manta SC                | Carlos Pico           | 31 de agosto de 2011    | Armando Osma        | 31 de agosto de 2011    | 9                    |
| Imbabura SC             | Nelson Montenegro*    | 1 de septiembre de 2011 | Janio Pinto         | 1 de septiembre de 2011 | 11                   |
| Liga de Loja            | Jorge Habegger        | 5 de septiembre de 2011 | Diego Ochoa*        | 5 de septiembre de 2011 | 8                    |
| Espoli                  | Santiago Ostolaza     | 8 de septiembre de 2011 | Eduardo Granda*     | 8 de septiembre de 2011 | 12                   |
| Imbabura SC             | Janio Pinto           | 24 de octubre de 2011   | Cipriano Valentín*  | 24 de octubre de 2011   | 11                   |
| Emelec                  | Juan Ramón Carrasco   | 27 de noviembre de 2011 | Marcelo Fleitas     | 28 de noviembre de 2011 | 3                    |

* Técnicos Interinos

### Patrocinadores
| Club                    | Marca           | Patrocinador Principal    |
| ----------------------- | --------------- | ------------------------- |
| Barcelona               | Marathon Sports | Pilsener                  |
| Deportivo Cuenca        | Marathon Sports | Pilsener                  |
| Independiente del Valle | Marathon Sports | DirecTV y Roland          |
| Deportivo Quito         | Diadora         | Pepsi                     |
| El Nacional             | Lotto           | ANDEC                     |
| Liga de Loja            | Lotto           | ECSA                      |
| Emelec                  | Astro           | PDVSA y PDV               |
| Manta F.C.              | Astro           | Atún Isabel               |
| Olmedo                  | Astro           | Acción Rural              |
| Espoli                  | Aurik           | Ninguno                   |
| Imbabura S.C.           | Aurik           | Lafarge                   |
| Liga de Quito           | Umbro           | Diners Club International |

## Equipos por Provincia
| Provincia     | N.º | Equipos                                                               |
| ------------- | --- | --------------------------------------------------------------------- |
| Pichincha     | 4   | El Nacional, Independiente del Valle, Liga de Quito y Deportivo Quito |
| Guayas        | 2   | Barcelona y Emelec                                                    |
| Azuay         | 1   | Deportivo Cuenca                                                      |
| Chimborazo    | 1   | Olmedo                                                                |
| Imbabura      | 1   | Imbabura S.C.                                                         |
| Loja          | 1   | Liga de Loja                                                          |
| Manabí        | 1   | Manta F.C.                                                            |
| Santo Domingo | 1   | Espoli                                                                |

## Ascensos y descensos
| Pos | Ascendidos a la Serie A                  |
| --- | ---------------------------------------- |
| 1º  | Liga de Loja (Campeón de la Serie B)     |
| 2º  | Imbabura S.C. (Subcampeón de la Serie B) |

| Pos | Descendidos a la Serie B                                         |
| --- | ---------------------------------------------------------------- |
| 11º | Universidad Católica (Segundo Peor puesto de la tabla acumulada) |
| 12º | Macará (Peor puesto de la tabla acumulada)                       |

## Sistema de campeonato
El Campeonato Ecuatoriano de Fútbol se jugará con la misma modalidad en el 2011 de acuerdo a lo que decidieron el 6 de enero del 2011 los dirigentes en el pre-Congreso de Fútbol de la Federación Ecuatoriana de Fútbol.
El 20 de diciembre de 2010 los dirigentes de los clubes que participan en los campeonatos de Serie A y Serie B en conjunto con los directivos de la Federación Ecuatoriana de Fútbol analizaron las diferentes propuestas de sistema de campeonato en una sesión ampliada del Comité Ejecutivo. Se estableció el sistema de campeonato aprobado por los dirigentes de las varias instituciones, el mismo que finalmente fue aprobado en el Congreso Ordinario de la Federación Ecuatoriana de Fútbol realizado el 7 de enero de 2011.
El Campeonato Ecuatoriano de Fútbol de 2011, según lo establecido, será jugado por 12 equipos que se disputarán el título en tres etapas. En total se jugarán 46 fechas que iniciarán el 30 de enero y concluirán el 18 de diciembre.
La Primera Etapa del campeonato se desarrollará entre el 30 de enero y el 12 de junio, consistirá de 22 jornadas que, por disposición de los directivos, se efectuarán de los días domingo. Debido a la Copa América 2011 que se desarrollará en Argentina, se prevé paralizar el torneo hasta el arranque de la siguiente etapa. La modalidad será de todos contra todos, en donde el equipo que quede en primer lugar obtendrá uno de los dos únicos cupos para la final del campeonato, así como clasificará a la Copa Sudamericana 2011 como Ecuador 1 y obtendrá un cupo para la Copa Libertadores 2012. Además los equipos que se ubiquen en segundo y tercer lugar de esta etapa también clasificarán a la Copa Sudamericana 2011.
La Segunda Etapa se desarrollará desde el 31 de julio hasta el 4 de diciembre. Su modalidad es totalmente igual a la primera, siendo premiado el vencedor de esta etapa con el segundo cupo para la etapa final y clasificará a la Copa Libertadores 2012. Consistirá de 22 jornadas disputadas los días domingo, excepto el 24 de agosto y el 21 de septiembre (ambos en miércoles).
Los equipos que ocupen los dos últimos puestos en la tabla acumulada de ambas etapas (44 jornadas) perderán la categoría y jugarán en 2012 en la Serie B.
La Tercera Etapa se jugará los días 11 y 18 de diciembre. Consistirá en dos fechas en donde se disputará un partido de ida y uno de vuelta entre los equipos que hayan logrado el primer lugar en las etapas primera y segunda del campeonato. De la misma manera y en las mismas fechas se disputará un repechaje para obtener un cupo en la Copa Libertadores 2012 entre los dos equipos de mayor puntaje en la tabla acumulada del campeonato que no hayan clasificado a la final del torneo.

## Datos de los clubes
| Equipo | Equipo                  | Entrenador                              | Entrenador           | Ciudad        | Estadio                        | Capacidad | Marca           | Patrocinador              |
| ------ | ----------------------- | --------------------------------------- | -------------------- | ------------- | ------------------------------ | --------- | --------------- | ------------------------- |
|        | Barcelona               | Bandera de Argentina                    | Luis Zubeldía        | Guayaquil     | Monumental Isidro Romero Carbo | 60.000    | Marathon Sports | Cerveza Pilsener          |
|        | Deportivo Cuenca        | Bandera de Argentina                    | Luis Soler           | Cuenca        | Alejandro Serrano Aguilar      | 17.000    | Marathon Sports | Cerveza Pilsener          |
|        | Deportivo Quito         | Bandera de Argentina                    | Carlos Ischia        | Quito         | Olímpico Atahualpa             | 40.948    | Diadora         | Pepsi                     |
|        | El Nacional             | Bandera de Uruguay                      | Mario Saralegui      | Quito         | Olímpico Atahualpa             | 40.948    | Lotto           | ANDEC                     |
|        | Emelec                  | Bandera de Uruguay · Bandera de Ecuador | Marcelo Fleitas      | Guayaquil     | George Capwell                 | 40.000    | Astro           | PDVSA                     |
|        | Espoli                  | Bandera de Ecuador                      | Eduardo Granda       | Santo Domingo | Olímpico Etho Vega             | 12.000    | Aurik           | Ninguno                   |
|        | Imbabura                | Bandera de Brasil                       | Cipriano Valentín    | Ibarra        | Olímpico                       | 18.600    | Aurik           | Lafarge                   |
|        | Independiente del Valle | Bandera de Ecuador                      | Carlos Sevilla       | Sangolquí     | Municipal Rumiñahui            | 8.000     | Marathon Sports | DirecTV                   |
|        | Liga de Loja            | Bandera de Ecuador                      | Diego Ochoa          | Loja          | Federativo Reina del Cisne     | 12.000    | Lotto           | ECSA                      |
|        | Liga de Quito           | Bandera de Argentina                    | Edgardo Bauza        | Quito         | Casa Blanca                    | 41.596    | Umbro           | Diners Club Internacional |
|        | Manta                   | Bandera de Colombia                     | Armando Osma (†)     | Manta         | Jocay                          | 14.000    | Astro           | Atún Isabel               |
|        | Olmedo                  | Bandera de Montenegro                   | Dragan Miranovic (†) | Riobamba      | Olímpico                       | 17.000    | Astro           | Acción Rural              |

## Primera Etapa

### Clasificación
| Pos. | Equipo                  | Pts. | PJ | PG | PE | PP | GF | GC | DG  |
| ---- | ----------------------- | ---- | -- | -- | -- | -- | -- | -- | --- |
| 1    | Emelec                  | 44   | 22 | 12 | 8  | 2  | 31 | 15 | +16 |
| 2    | Liga de Quito           | 40   | 22 | 11 | 7  | 4  | 29 | 13 | +16 |
| 3    | Deportivo Quito         | 39   | 22 | 11 | 6  | 5  | 39 | 25 | +14 |
| 4    | El Nacional             | 32   | 22 | 9  | 5  | 8  | 31 | 23 | +8  |
| 5    | Liga de Loja            | 32   | 22 | 9  | 5  | 8  | 27 | 27 | 0   |
| 6    | Deportivo Cuenca        | 31   | 22 | 8  | 7  | 7  | 27 | 30 | -3  |
| 7    | Olmedo                  | 29   | 22 | 8  | 5  | 9  | 27 | 32 | -5  |
| 8    | Barcelona               | 27   | 22 | 6  | 9  | 7  | 22 | 23 | -1  |
| 9    | Manta F.C.              | 27   | 22 | 7  | 6  | 9  | 20 | 26 | -6  |
| 10   | Imbabura S.C.           | 23   | 22 | 6  | 5  | 11 | 25 | 33 | -8  |
| 11   | Independiente del Valle | 19   | 22 | 4  | 7  | 11 | 29 | 44 | -15 |
| 12   | Espoli                  | 15   | 22 | 3  | 6  | 13 | 22 | 38 | -16 |

|  | Clasificó a la final del torneo, a la Copa Sudamericana 2011 y a la Copa Libertadores 2012. |
|  | Clasificó a la Copa Sudamericana 2011.                                                      |

### Resultados
| Local \ Visita          | BAR | CUE | QUI | NAC | EME | ESP | IMB | IND | LOJ | LIG | MAN | OLM |
| ----------------------- | --- | --- | --- | --- | --- | --- | --- | --- | --- | --- | --- | --- |
| Barcelona               |     | 0–2 | 0–1 | 0–1 | 0–0 | 4–1 | 1–0 | 1–1 | 1–1 | 0–0 | 1–1 | 4–0 |
| Deportivo Cuenca        | 1–1 |     | 1–1 | 2–2 | 0–1 | 2–1 | 1–1 | 3–1 | 1–2 | 0–2 | 3–2 | 2–1 |
| Deportivo Quito         | 1–0 | 3–1 |     | 1–1 | 0–0 | 3–2 | 3–2 | 2–3 | 2–4 | 0–0 | 2–1 | 3–1 |
| El Nacional             | 0–0 | 4–2 | 0–3 |     | 2–0 | 3–0 | 1–2 | 1–0 | 0–1 | 1–2 | 4–1 | 2–1 |
| Emelec                  | 1–1 | 0–0 | 0–0 | 1–1 |     | 2–0 | 1–0 | 3–1 | 3–2 | 1–0 | 2–1 | 3–1 |
| Espoli                  | 2–3 | 5–1 | 0–3 | 1–1 | 1–2 |     | 2–0 | 3–3 | 1–2 | 0–0 | 0–0 | 1–2 |
| Imbabura S.C.           | 0–2 | 1–2 | 3–2 | 0–1 | 1–1 | 1–0 |     | 2–2 | 3–2 | 1–1 | 0–1 | 3–1 |
| Independiente del Valle | 2–3 | 1–2 | 1–6 | 1–0 | 0–3 | 1–1 | 3–3 |     | 1–0 | 1–2 | 0–0 | 2–0 |
| Liga de Loja            | 0–0 | 0–0 | 1–0 | 2–1 | 1–4 | 0–0 | 0–2 | 3–2 |     | 1–2 | 3–0 | 1–0 |
| Liga de Quito           | 3–0 | 1–0 | 0–1 | 2–1 | 0–1 | 2–0 | 2–0 | 2–1 | 1–1 |     | 5–0 | 1–1 |
| Manta F.C.              | 1–0 | 0–1 | 2–0 | 1–0 | 1–1 | 0–1 | 2–0 | 2–0 | 2–0 | 1–1 |     | 0–0 |
| Olmedo                  | 4–0 | 0–0 | 2–2 | 0–4 | 2–1 | 3–0 | 2–0 | 2–2 | 1–0 | 1–0 | 2–1 |     |

### Partidos
| Deportivo Quito | 2 - 1 | Manta F.C.       | Olímpico Atahualpa         | 29 de enero | 11:30 | Teleamazonas            |
| Independiente   | 1 - 2 | Deportivo Cuenca | Municipal Rumiñahui        | 29 de enero | 15:00 | Gama TV                 |
| Liga de Loja    | 2 - 1 | El Nacional      | Federativo Reina del Cisne | 29 de enero | 19:30 | Teleamazonas            |
| Olmedo          | 1 - 0 | Liga de Quito    | Olímpico (Riobamba)        | 30 de enero | 12:00 | Gama TV y Ecuador TV    |
| Espoli          | 1 - 2 | Emelec           | Olímpico (Santo Domingo)   | 30 de enero | 12:00 | Teleamazonas            |
| Barcelona       | 1 - 0 | Imbabura S.C.    | Monumental                 | 30 de enero | 17:00 | TC Televisión y Gama TV |

| Manta F.C.       | 0 - 0 | Olmedo          | Jocay                     | 5 de febrero | 16:00 | Teleamazonas y Oromar Televisión |
| El Nacional      | 0 - 3 | Deportivo Quito | Olímpico Atahualpa        | 5 de febrero | 16:00 | Ecuavisa                         |
| Imbabura S.C.    | 2 - 2 | Independiente   | Olímpico (Ibarra)         | 5 de febrero | 18:00 | Teleamazonas                     |
| Liga de Quito    | 3 - 0 | Barcelona       | Casa Blanca               | 6 de febrero | 11:30 | Teleamazonas                     |
| Deportivo Cuenca | 2 - 1 | Espoli          | Alejandro Serrano Aguilar | 6 de febrero | 12:00 | Ecuavisa                         |
| Emelec           | 3 - 2 | Liga de Loja    | Capwell                   | 6 de febrero | 16:15 | Ecuavisa                         |

| Liga de Loja    | 0 - 0 | Deportivo Cuenca | Federativo Reina del Cisne | 11 de febrero | 20:00 | Teleamazonas            |
| Barcelona       | 1 - 1 | Manta F.C.       | Monumental                 | 12 de febrero | 17:00 | TC Televisión y Gama TV |
| Deportivo Quito | 0 - 0 | Emelec           | Olímpico Atahualpa         | 13 de febrero | 11:30 | Teleamazonas            |
| Independiente   | 1 - 1 | Espoli           | Municipal Rumiñahui        | 13 de febrero | 11:30 | Gama TV                 |
| Imbabura S.C.   | 1 - 1 | Liga de Quito    | Olímpico (Ibarra)          | 13 de febrero | 12:00 | Teleamazonas            |
| Olmedo          | 0 - 4 | El Nacional      | Olímpico (Riobamba)        | 13 de febrero | 12:00 | Gama TV y Ecuador TV    |

| Espoli           | 1 - 2 | Liga de Loja    | Olímpico (Santo Domingo)  | 16 de febrero | 15:00 | Teleamazonas                     |
| El Nacional      | 0 - 0 | Barcelona       | Olímpico Atahualpa        | 16 de febrero | 18:00 | Ecuavisa                         |
| Deportivo Cuenca | 1 - 1 | Deportivo Quito | Alejandro Serrano Aguilar | 16 de febrero | 20:40 | Ecuavisa                         |
| Manta F.C.       | 2 - 0 | Imbabura S.C.   | Jocay                     | 17 de febrero | 09:30 | Teleamazonas y Oromar Televisión |
| Liga de Quito    | 2 - 1 | Independiente   | Casa Blanca               | 23 de febrero | 19:30 | Teleamazonas                     |
| Emelec           | 3 - 1 | Olmedo          | Capwell                   | 23 de marzo   | 18:00 | Ecuavisa                         |

| Independiente   | 1 - 0 | Liga de Loja     | Municipal Rumiñahui        | 19 de febrero | 15:00 | Gama TV                 |
| Liga de Quito   | 5 - 0 | Manta F.C.       | Casa Blanca                | 20 de febrero | 11:30 | Teleamazonas            |
| Deportivo Quito | 3 - 2 | Espoli           | Olímpico Atahualpa         | 20 de febrero | 11:30 | Teleamazonas            |
| Imbabura S.C.   | 0 - 1 | El Nacional      | Olímpico (Ibarra)          | 20 de febrero | 12:00 | Teleamazonas            |
| Olmedo          | 0 - 0 | Deportivo Cuenca | Olímpico (Riobamba)        | 20 de febrero | 12:30 | Gama TV y Ecuador TV    |
| Barcelona       | 0 - 0 | Emelec           | Monumental Banco Pichincha | 2 de marzo    | 19:00 | TC Televisión y Gama TV |

| Emelec           | 1 - 0 | Imbabura S.C.   | George Capwell            | 26 de febrero | 16:15 | Ecuavisa                         |
| Liga de Loja     | 1 - 0 | Deportivo Quito | Reina del Cisne           | 26 de febrero | 17:30 | Teleamazonas                     |
| Deportivo Cuenca | 1 - 1 | Barcelona       | Alejandro Serrano Aguilar | 27 de febrero | 11:00 | Ecuavisa                         |
| Espoli           | 1 - 2 | Olmedo          | Olímpico (Santo Domingo)  | 27 de febrero | 12:00 | Teleamazonas                     |
| El Nacional      | 1 - 2 | Liga de Quito   | Olímpico Atahualpa        | 27 de febrero | 13:10 | Ecuavisa                         |
| Manta F.C.       | 2 - 0 | Independiente   | Jocay                     | 27 de febrero | 14:00 | Teleamazonas y Oromar Televisión |

| Independiente | 1 - 6 | Deportivo Quito  | Municipal Rumiñahui        | 5 de marzo | 14:00 | Gama TV                          |
| Olmedo        | 1 - 0 | Liga de Loja     | Olímpico (Riobamba)        | 5 de marzo | 16:00 | Ecuador TV                       |
| Imbabura S.C. | 1 - 2 | Deportivo Cuenca | Olímpico (Ibarra)          | 5 de marzo | 16:00 | Teleamazonas                     |
| Manta F.C.    | 1 - 0 | El Nacional      | Jocay                      | 5 de marzo | 16:00 | Teleamazonas y Oromar Televisión |
| Barcelona     | 4 - 1 | Espoli           | Monumental Banco Pichincha | 6 de marzo | 17:00 | Gama TV y TC Televisión          |
| Liga de Quito | 0 - 1 | Emelec           | Casa Blanca                | 11 de mayo | 19:30 | Teleamazonas                     |

| Espoli           | 2 - 0 | Imbabura S.C. | Olímpico (Santo Domingo)  | 9 de marzo  | 15:00 | Teleamazonas |
| El Nacional      | 1 - 0 | Independiente | Olímpico Atahualpa        | 9 de marzo  | 16:00 | Ecuavisa     |
| Deportivo Quito  | 3 - 1 | Olmedo        | Olímpico Atahualpa        | 9 de marzo  | 18:30 | Teleamazonas |
| Liga de Loja     | 0 - 0 | Barcelona     | Reina del Cisne           | 9 de marzo  | 20:15 | Teleamazonas |
| Deportivo Cuenca | 0 - 2 | Liga de Quito | Alejandro Serrano Aguilar | 23 de marzo | 20:00 | Ecuavisa     |
| Emelec           | 2 - 1 | Manta F.C.    | Capwell                   | 27 de marzo | 16:30 | Ecuavisa     |

| Manta F.C.    | 0 - 1 | Deportivo Cuenca | Jocay                          | 12 de marzo | 16:00 | Teleamazonas y Oromar Televisión |
| Imbabura S.C. | 3 - 2 | Liga de Loja     | Olímpico (Ibarra)              | 12 de marzo | 18:00 | Teleamazonas                     |
| Liga de Quito | 2 - 0 | Espoli           | Casa Blanca                    | 13 de marzo | 11:30 | Teleamazonas                     |
| Independiente | 2 - 0 | Olmedo           | Municipal Rumiñahui            | 13 de marzo | 11:30 | Gama TV                          |
| El Nacional   | 2 - 0 | Emelec           | Olímpico Atahualpa             | 13 de marzo | 12:00 | Ecuavisa                         |
| Barcelona     | 0 - 1 | Deportivo Quito  | Monumental Banco del Pichincha | 13 de marzo | 17:00 | Gama TV y TC Televisión          |

| Deportivo Quito  | 3 - 2 | Imbabura S.C. | Olímpico Atahualpa        | 19 de marzo | 11:30 | Teleamazonas |
| Deportivo Cuenca | 2 - 2 | El Nacional   | Alejandro Serrano Aguilar | 19 de marzo | 18:00 | Ecuavisa     |
| Olmedo           | 4 - 0 | Barcelona     | Olímpico (Riobamba)       | 20 de marzo | 12:00 | Ecuador TV   |
| Espoli           | 0 - 0 | Manta F.C.    | Olímpico (Santo Domingo)  | 20 de marzo | 12:00 | Teleamazonas |
| Emelec           | 3 - 1 | Independiente | Capwell                   | 20 de marzo | 17:30 | Ecuavisa     |
| Liga de Loja     | 1 - 2 | Liga de Quito | Reina del Cisne           | 20 de marzo | 18:30 | Teleamazonas |

| El Nacional   | 3 - 0 | Espoli           | Olímpico Atahualpa  | 2 de abril  | 12:00 | Ecuavisa                         |
| Independiente | 2 - 3 | Barcelona        | Municipal Rumiñahui | 2 de abril  | 13:30 | Gama TV                          |
| Manta F.C.    | 2 - 0 | Liga de Loja     | Jocay               | 2 de abril  | 14:00 | Teleamazonas y Oromar Televisión |
| Imbabura S.C. | 3 - 1 | Olmedo           | Olímpico (Ibarra)   | 2 de abril  | 18:00 | Teleamazonas                     |
| Emelec        | 0 - 0 | Deportivo Cuenca | Capwell             | 3 de abril  | 16:30 | Ecuavisa                         |
| Liga de Quito | 0 - 1 | Deportivo Quito  | Olímpico (Ibarra)   | 15 de junio | 19:00 | Teleamazonas                     |

| Deportivo Quito  | 0 - 0 | Liga de Quito | Olímpico Atahualpa             | 9 de abril  | 19:00 | Teleamazonas            |
| Liga de Loja     | 3 - 0 | Manta         | Federativo Reina del Cisne     | 9 de abril  | 19:30 | Teleamazonas            |
| Olmedo           | 2 - 0 | Imbabura      | Olímpico (Riobamba)            | 10 de abril | 12:00 | Ecuador TV              |
| Espoli           | 1 - 1 | El Nacional   | Olímpico (Santo Domingo)       | 10 de abril | 15:00 | Teleamazonas            |
| Barcelona        | 1 - 1 | Independiente | Monumental Banco del Pichincha | 10 de abril | 17:00 | Gama TV y TC Televisión |
| Deportivo Cuenca | 0 - 1 | Emelec        | Alejandro Serrano Aguilar      | 12 de abril | 18:00 | Ecuavisa                |

| Independiente | 0 - 3 | Emelec           | Municipal Rumiñahui | 15 de abril | 12:00 | Gama TV                          |
| Manta F.C.    | 0 - 1 | Espoli           | Jocay               | 16 de abril | 14:00 | Teleamazonas y Oromar Televisión |
| Imbabura S.C. | 3 - 2 | Deportivo Quito  | Olímpico (Ibarra)   | 16 de abril | 18:00 | Teleamazonas                     |
| Barcelona     | 4 - 0 | Olmedo           | 9 de Mayo (Machala) | 16 de abril | 19:00 | Gama TV y TC Televisión          |
| Liga de Quito | 1 - 1 | Liga de Loja     | Casa Blanca         | 17 de abril | 11:30 | Teleamazonas                     |
| El Nacional   | 4 - 2 | Deportivo Cuenca | Olímpico Atahualpa  | 17 de abril | 12:00 | Ecuavisa                         |

| Espoli           | 0 - 0 | Liga de Quito | Olímpico (Santo Domingo)       | 23 de abril | 15:00 | Teleamazonas |
| Liga de Loja     | 0 - 2 | Imbabura S.C. | Olímpico (Ibarra)              | 23 de abril | 18:00 | Teleamazonas |
| Deportivo Cuenca | 3 - 2 | Manta F.C.    | Alejandro Serrano Aguilar      | 24 de abril | 11:00 | Ecuavisa     |
| Deportivo Quito  | 1 - 0 | Barcelona     | Olímpico Atahualpa             | 24 de abril | 11:00 | Teleamazonas |
| Olmedo           | 2 - 2 | Independiente | Olímpico (Riobamba)            | 24 de abril | 12:00 | Ecuador TV   |
| Emelec           | 1 - 1 | El Nacional   | Reales Tamarindos (Portoviejo) | 24 de abril | 16:00 | Ecuavisa     |

| Liga de Quito | 1 - 0 | Deportivo Cuenca | Casa Blanca                | 20 de abril | 20:00 | Teleamazonas            |
| Imbabura S.C. | 1 - 0 | Espoli           | Olímpico (Ibarra)          | 27 de abril | 18:00 | Teleamazonas            |
| Olmedo        | 2 - 2 | Deportivo Quito  | Olímpico (Riobamba)        | 27 de abril | 19:00 | Ecuador TV              |
| Manta F.C.    | 1 - 1 | Emelec           | Jocay                      | 27 de abril | 19:00 | Teleamazonas            |
| Barcelona     | 1 - 1 | Liga de Loja     | Monumental Banco Pichincha | 27 de abril | 19:30 | Gama TV y TC Televisión |
| Independiente | 1 - 0 | El Nacional      | Municipal Rumiñahui        | 28 de abril |       | Gama TV                 |

| Deportivo Quito  | 2 - 3 | Independiente | Olímpico Atahualpa         | 1 de mayo | 10:00 | Teleamazonas |
| Deportivo Cuenca | 1 - 1 | Imbabura S.C. | Alejandro Serrano Aguilar  | 1 de mayo | 11:30 | Ecuavisa     |
| Liga de Loja     | 1 - 0 | Olmedo        | Federativo Reina del Cisne | 1 de mayo | 12:00 | Teleamazonas |
| El Nacional      | 4 - 1 | Manta F.C.    | Olímpico Atahualpa         | 1 de mayo | 12:15 | Ecuavisa     |
| Espoli           | 2 - 3 | Barcelona     | Olímpico (Santo Domingo)   | 1 de mayo | 15:00 | Teleamazonas |
| Emelec           | 1 - 0 | Liga de Quito | George Capwell             | 1 de mayo | 15:30 | Ecuavisa     |

| Independiente   | 0 - 0 | Manta F.C.       | Municipal Rumiñahui | 5 de mayo | 12:00 | Gama TV                 |
| Olmedo          | 3 - 0 | Espoli           | Olímpico (Riobamba) | 5 de mayo | 16:00 | Ecuador TV              |
| Imbabura S.C.   | 1 - 1 | Emelec           | Olímpico (Ibarra)   | 5 de mayo | 17:00 | Teleamazonas            |
| Deportivo Quito | 2 - 4 | Liga de Loja     | Olímpico Atahualpa  | 5 de mayo | 19:00 | Teleamazonas            |
| Barcelona       | 0 - 2 | Deportivo Cuenca | Monumental          | 5 de mayo | 19:30 | Gama TV y TC Televisión |
| Liga de Quito   | 2 - 1 | El Nacional      | Casa Blanca         | 8 de mayo | 12:00 | Teleamazonas            |

| Liga de Loja     | 3 - 2 | Independiente   | Federativo Reina del Cisne | 13 de mayo | 19:30 | Teleamazonas |
| El Nacional      | 1 - 2 | Imbabura S.C.   | Olímpico Atahualpa         | 14 de mayo | 12:00 | Ecuavisa     |
| Espoli           | 0 - 3 | Deportivo Quito | Olímpico (Santo Domingo)   | 14 de mayo | 14:30 | Teleamazonas |
| Deportivo Cuenca | 2 - 1 | Olmedo          | Alejandro Serrano Aguilar  | 14 de mayo | 17:00 | Ecuavisa     |
| Manta F.C.       | 1 - 1 | Liga de Quito   | Jockay                     | 15 de mayo | 12:00 | Teleamazonas |
| Emelec           | 1 - 1 | Barcelona       | Capwell                    | 15 de mayo | 17:30 | Ecuavisa     |

| Deportivo Quito | 3 - 1 | Deportivo Cuenca | Olímpico Atahualpa         | 18 de mayo | 12:00 | Teleamazonas           |
| Olmedo          | 2 - 1 | Emelec           | Olímpico (Riobamba)        | 18 de mayo | 13:15 | Ecuador TV             |
| Independiente   | 1 - 2 | Liga de Quito    | Municipal Rumiñahui        | 18 de mayo | 15:30 | GamaTV                 |
| Imbabura S.C.   | 0 - 1 | Manta F.C.       | Olímpico (Ibarra)          | 18 de mayo | 17:00 | Teleamazonas           |
| Barcelona       | 0 - 1 | El Nacional      | Monumental                 | 18 de mayo | 19:30 | GamaTV y TC Televisión |
| Liga de Loja    | 0 - 0 | Espoli           | Federativo Reina del Cisne | 18 de mayo | 19:30 | Teleamazonas           |

| Deportivo Cuenca | 1 - 2 | Liga de Loja    | Alejandro Serrano Aguilar | 21 de mayo | 20:15 | Ecuavisa     |
| Liga de Quito    | 2 - 0 | Imbabura S.C.   | Casa Blanca               | 22 de mayo | 11:30 | Teleamazonas |
| El Nacional      | 2 - 1 | Olmedo          | Olímpico Atahualpa        | 22 de mayo | 12:00 | Ecuavisa     |
| Espoli           | 3 - 3 | Independiente   | Olímpico (Santo Domingo)  | 22 de mayo | 14:00 | Teleamazonas |
| Emelec           | 0 - 0 | Deportivo Quito | Capwell                   | 22 de mayo | 15:30 | Ecuavisa     |
| Manta F.C.       | 1 - 0 | Barcelona       | Jockay                    | 22 de mayo | 16:00 | Teleamazonas |

| Liga de Loja    | 1 - 4 | Emelec           |  | 11 de junio |  |  |
| Independiente   | 3 - 3 | Imbabura S.C.    |  | 11 de junio |  |  |
| Deportivo Quito | 1 - 1 | El Nacional      |  | 12 de junio |  |  |
| Olmedo          | 2 - 1 | Manta F.C.       |  | 12 de junio |  |  |
| Espoli          | 5 - 1 | Deportivo Cuenca |  | 12 de junio |  |  |
| Barcelona       | 0 - 0 | Liga de Quito    |  | 12 de junio |  |  |

| El Nacional      | 0 - 1 | Liga de Loja    |  | 18 de junio |       |  |
| Deportivo Cuenca | 3 - 1 | Independiente   |  | 18 de junio |       |  |
| Emelec           | 2 - 0 | Espoli          |  | 19 de junio | 12:00 |  |
| Liga de Quito    | 1 - 1 | Olmedo          |  | 19 de junio | 12:00 |  |
| Manta F.C.       | 2 - 0 | Deportivo Quito |  | 19 de junio | 12:00 |  |
| Imbabura S.C.    | 0 - 2 | Barcelona       |  | 19 de junio | 12:00 |  |

## Segunda Etapa

### Clasificación
| Pos. | Equipo                  | Pts. | PJ | PG | PE | PP | GF | GC | DG  |
| ---- | ----------------------- | ---- | -- | -- | -- | -- | -- | -- | --- |
| 1    | Deportivo Quito         | 44   | 22 | 13 | 5  | 4  | 34 | 15 | +19 |
| 2    | Barcelona               | 40   | 22 | 12 | 4  | 6  | 29 | 21 | +8  |
| 3    | El Nacional             | 37   | 22 | 11 | 4  | 7  | 39 | 32 | +7  |
| 4    | Emelec                  | 34   | 22 | 10 | 4  | 8  | 34 | 23 | +11 |
| 5    | Liga de Quito           | 34   | 22 | 10 | 4  | 8  | 32 | 23 | +9  |
| 6    | Deportivo Cuenca        | 32   | 22 | 8  | 8  | 6  | 29 | 23 | +6  |
| 7    | Independiente del Valle | 31   | 22 | 9  | 4  | 9  | 32 | 30 | +2  |
| 8    | Olmedo                  | 27   | 22 | 7  | 6  | 9  | 23 | 28 | -5  |
| 9    | Manta F.C.              | 25   | 22 | 7  | 4  | 11 | 18 | 30 | -12 |
| 10   | Imbabura S.C.           | 25   | 22 | 7  | 4  | 11 | 26 | 39 | -14 |
| 11   | Liga de Loja            | 24   | 22 | 7  | 3  | 12 | 31 | 42 | -11 |
| 12   | Espoli                  | 16   | 22 | 4  | 4  | 14 | 16 | 35 | -19 |

|  | Clasifica a la final del torneo, a la Copa Libertadores 2012. |

### Evolución de la clasificación
| Equipo / Fecha          | 01 | 02 | 03 | 04 | 05 | 06 | 07 | 08 | 09 | 10 | 11 | 12 | 13 | 14 | 15 | 16 | 17 | 18 | 19 | 20 | 21 | 22 |
| ----------------------- | -- | -- | -- | -- | -- | -- | -- | -- | -- | -- | -- | -- | -- | -- | -- | -- | -- | -- | -- | -- | -- | -- |
| Barcelona               | 6  | 2  | 6  | 3  | 5  | 3  | 4  | 2  | 4  | 2  | 2  | 2  | 2  | 2  | 2  | 4  | 4  | 3  | 2  | 2  | 2  | 2  |
| Deportivo Cuenca        | 5  | 3  | 7  | 8  | 9  | 7  | 8  | 7  | 8  | 8  | 8  | 8  | 8  | 7  | 5  | 7  | 7  | 8  | 8  | 7  | 7  | 6  |
| Deportivo Quito         | 2  | 1  | 1  | 1  | 1  | 1  | 1  | 1  | 1  | 1  | 1  | 1  | 1  | 1  | 1  | 1  | 1  | 1  | 1  | 1  | 1  | 1  |
| El Nacional             | 3  | 6  | 8  | 7  | 3  | 6  | 5  | 6  | 3  | 3  | 3  | 5  | 5  | 5  | 6  | 5  | 6  | 5  | 5  | 5  | 4  | 3  |
| Emelec                  | 1  | 4  | 2  | 4  | 6  | 8  | 6  | 3  | 5  | 5  | 6  | 4  | 3  | 3  | 3  | 2  | 3  | 4  | 4  | 4  | 3  | 4  |
| Espoli                  | 6  | 10 | 11 | 10 | 10 | 11 | 12 | 10 | 11 | 11 | 12 | 10 | 10 | 10 | 10 | 10 | 10 | 10 | 11 | 12 | 12 | 12 |
| Imbabura S.C.           | 12 | 12 | 12 | 12 | 11 | 12 | 10 | 11 | 10 | 10 | 10 | 11 | 11 | 12 | 12 | 12 | 11 | 12 | 10 | 10 | 11 | 10 |
| Independiente del Valle | 8  | 7  | 4  | 2  | 4  | 5  | 7  | 8  | 6  | 7  | 4  | 6  | 6  | 8  | 8  | 8  | 8  | 7  | 6  | 6  | 6  | 7  |
| Liga de Loja            | 10 | 11 | 8  | 9  | 8  | 9  | 9  | 9  | 9  | 9  | 9  | 9  | 9  | 9  | 9  | 9  | 9  | 9  | 9  | 9  | 9  | 11 |
| Liga de Quito           | 9  | 8  | 5  | 6  | 2  | 2  | 2  | 4  | 2  | 4  | 4  | 3  | 4  | 4  | 4  | 3  | 2  | 2  | 3  | 3  | 5  | 5  |
| Manta F.C.              | 11 | 9  | 10 | 11 | 12 | 10 | 11 | 12 | 12 | 12 | 11 | 12 | 12 | 11 | 11 | 11 | 12 | 11 | 12 | 11 | 10 | 9  |
| Olmedo                  | 4  | 5  | 3  | 5  | 7  | 4  | 3  | 5  | 7  | 6  | 7  | 7  | 7  | 6  | 7  | 6  | 5  | 6  | 7  | 8  | 8  | 8  |

### Resultados
| Local \ Visita          | BAR | CUE | QUI | NAC | EME | ESP | IMB | IND | LOJ | LIG | MAN | OLM |
| ----------------------- | --- | --- | --- | --- | --- | --- | --- | --- | --- | --- | --- | --- |
| Barcelona               |     | 2-1 | 1-0 | 3-1 | 2-0 | 1-0 | 3-1 | 1-0 | 2-0 | 2-3 | 1-0 | 1-0 |
| Deportivo Cuenca        | 0-0 |     | 0–1 | 1-1 | 2-0 | 0-0 | 2-1 | 3-0 | 4-0 | 2-1 | 2-0 | 1-1 |
| Deportivo Quito         | 1–0 | 2–1 |     | 0-1 | 2–0 | 2–0 | 2–2 | 2–2 | 3–0 | 1–1 | 4–0 | 1–0 |
| El Nacional             | 2-0 | 1-1 | 0–3 |     | 2-1 | 2-1 | 5-1 | 2-2 | 4-3 | 2-3 | 0-1 | 4-2 |
| Emelec                  | 1-1 | 0-2 | 0–0 | 1-1 |     | 4-0 | 5-0 | 2-0 | 2-0 | 2-1 | 1-0 | 3-0 |
| Espoli                  | 2-2 | 2-3 | 1–2 | 2-1 | 1-3 |     | 2-1 | 1-4 | 1-1 | 1-0 | 0-0 | 0-1 |
| Imbabura S.C.           | 3-1 | 1-0 | 1–4 | 1-3 | 2-1 | 3-0 |     | 0-1 | 0-0 | 0-1 | 4-2 | 0-0 |
| Independiente del Valle | 0-3 | 0-1 | 0–1 | 1-2 | 5-0 | 1-0 | 1-1 |     | 3-6 | 2-0 | 3-2 | 3-0 |
| Liga de Loja            | 3-1 | 4-2 | 0–1 | 0-3 | 0-2 | 1-0 | 4-0 | 1-2 |     | 3-2 | 2-0 | 1-1 |
| Liga de Quito           | 0-0 | 4-1 | 1–0 | 2-1 | 1-0 | 1-0 | 1-2 | 1-2 | 3-0 |     | 6-0 | 0-0 |
| Manta F.C.              | 2-0 | 1-1 | 2-0 | 0-1 | 2-1 | 0-1 | 0-1 | 0-0 | 3-1 | 0-0 |     | 2-1 |
| Olmedo                  | 1-2 | 1-1 | 2–2 | 4-1 | 0-3 | 2-1 | 2-1 | 1-0 | 1-0 | 2-0 | 0-1 |     |

#### Partidos
| Liga de Loja    | 0 - 3 | El Nacional      | Federativo Reina del Cisne | 22 de julio | 19:30 |  |
| Deportivo Quito | 4 - 0 | Manta F.C.       | Olímpico Atahualpa         | 23 de julio | 12:00 |  |
| Espoli          | 2 - 2 | Barcelona        | Olímpico (Santo Domingo)   | 23 de julio | 15:00 |  |
| Emelec          | 5 - 0 | Imbabura S.C.    | Capwell                    | 23 de julio | 16:00 |  |
| Olmedo          | 2 - 0 | Liga de Quito    | Olímpico (Riobamba)        | 23 de julio | 16:00 |  |
| Independiente   | 0 - 1 | Deportivo Cuenca | Municipal Rumiñahui        | 23 de julio | 17:30 |  |

| Manta F.C.       | 2 - 1 | Olmedo          |  | 27 de julio |  |  |
| Imbabura S.C.    | 0 - 1 | Independiente   |  | 27 de julio |  |  |
| El Nacional      | 0 - 3 | Deportivo Quito |  | 27 de julio |  |  |
| Barcelona        | 2 - 0 | Liga de Loja    |  | 27 de julio |  |  |
| Liga de Quito    | 1 - 0 | Emelec          |  | 27 de julio |  |  |
| Deportivo Cuenca | 0 - 0 | Espoli          |  | 27 de julio |  |  |

| Liga de Loja    | 4 - 2 | Deportivo Cuenca |  | 31 de julio | 11:30 |  |
| Independiente   | 1 - 0 | Espoli           |  | 31 de julio | 12:00 |  |
| Olmedo          | 4 - 1 | El Nacional      |  | 31 de julio | 12:00 |  |
| Deportivo Quito | 1 - 0 | Barcelona        |  | 31 de julio | 12:00 |  |
| Imbabura S.C.   | 0 - 1 | Liga De Quito    |  | 31 de julio | 14:00 |  |
| Emelec          | 1 - 0 | Manta F.C.       |  | 31 de julio | 17:30 |  |

| Deportivo Cuenca | 0 - 1 | Deportivo Quito |  | 7 de agosto de 2011 |  |  |
| El Nacional      | 2 - 1 | Emelec          |  | 7 de agosto de 2011 |  |  |
| Manta F.C.       | 0 - 1 | Imbabura S.C.   |  | 7 de agosto de 2011 |  |  |
| Espoli           | 1 - 1 | Liga de Loja    |  | 7 de agosto de 2011 |  |  |
| Barcelona        | 1 - 0 | Olmedo          |  | 7 de agosto de 2011 |  |  |
| Liga De Quito    | 1 - 2 | Independiente   |  | 8 de agosto de 2011 |  |  |

| Deportivo Quito | 2 - 0 | Espoli           |  | 13 de agosto de 2011 |  |  |
| Olmedo          | 1 - 1 | Deportivo Cuenca |  | 13 de agosto de 2011 |  |  |
| Liga De Quito   | 6 - 0 | Manta F.C.       |  | 13 de agosto de 2011 |  |  |
| Imbabura S.C.   | 1 - 3 | El Nacional      |  | 13 de agosto de 2011 |  |  |
| Independiente   | 3 - 6 | Liga de Loja     |  | 13 de agosto de 2011 |  |  |
| Emelec          | 1 - 1 | Barcelona        |  | 14 de agosto de 2011 |  |  |

| Deportivo Cuenca | 2 - 0 | Emelec          |  | 19 de agosto de 2011 |  |  |
| Espoli           | 0 - 1 | Olmedo          |  | 20 de agosto de 2011 |  |  |
| Manta F.C.       | 0 - 0 | Independiente   |  | 20 de agosto de 2011 |  |  |
| Barcelona        | 3 - 1 | Imbabura S.C.   |  | 20 de agosto de 2011 |  |  |
| El Nacional      | 2 - 3 | Liga De Quito   |  |                      |  |  |
| Liga de Loja     | 0 - 1 | Deportivo Quito |  |                      |  |  |

| Manta F.C.    | 0 - 1 | El Nacional      |  | 24 de agosto de 2011 |  |  |
| Olmedo        | 1 - 0 | Liga de Loja     |  | 24 de agosto de 2011 |  |  |
| Independiente | 0 - 1 | Deportivo Quito  |  | 24 de agosto de 2011 |  |  |
| Imbabura S.C. | 1 - 0 | Deportivo Cuenca |  | 24 de agosto de 2011 |  |  |
| Liga De Quito | 0 - 0 | Barcelona        |  | 24 de agosto de 2011 |  |  |
| Emelec        | 4 - 0 | Espoli           |  | 24 de agosto de 2011 |  |  |

| Deportivo Quito  | 1 - 0 | Olmedo        |  | 28 de agosto de 2011 |  |  |
| Deportivo Cuenca | 2 - 1 | Liga De Quito |  | 28 de agosto de 2011 |  |  |
| Liga de Loja     | 0 - 2 | Emelec        |  | 28 de agosto de 2011 |  |  |
| El Nacional      | 2 - 2 | Independiente |  | 28 de agosto de 2011 |  |  |
| Espoli           | 2 - 1 | Imbabura S.C. |  | 28 de agosto de 2011 |  |  |
| Barcelona        | 1 - 0 | Manta F.C.    |  | 28 de agosto de 2011 |  |  |

| Manta F.C.    | 1 - 1 | Deportivo Cuenca | Jocay de Manta      | 11 de septiembre de 2011 |  |  |
| Imbabura S.C. | 0 - 0 | Liga de Loja     | Olímpico de Ibarra  | 11 de septiembre de 2011 |  |  |
| Independiente | 3 - 0 | Olmedo           | Municipal Rumiñahui | 11 de septiembre de 2011 |  |  |
| Liga de Quito | 1 - 0 | Espoli           | Casa Blanca         | 11 de septiembre de 2011 |  |  |
| El Nacional   | 2 - 0 | Barcelona        | Olímpico Atahualpa  | 11 de septiembre de 2011 |  |  |
| Emelec        | 0 - 0 | Deportivo Quito  | Capwell             | 11 de septiembre de 2011 |  |  |

| Deportivo Quito  | 2 - 2 | Imbabura S.C. | Olímpico Atahualpa         | 18 de septiembre de 2011 |                       |  |
| Espoli           | 0 - 0 | Manta F.C.    | Olímpico (Santo Domingo)   | 18 de septiembre de 2011 |                       |  |
| Liga de Loja     | 3 - 2 | Liga de Quito | Federativo Reina del Cisne | 18 de septiembre de 2011 |                       |  |
| Olmedo           | 0 - 3 | Emelec        | Olímpico (Riobamba)        | 18 de septiembre de 2011 | 19 de octubre de 2011 |  |
| Deportivo Cuenca | 1 - 1 | El Nacional   | Alejandro Serrano Aguilar  | 18 de septiembre de 2011 |                       |  |
| Barcelona        | 1 - 0 | Independiente | Monumental (Guayaquil)     | 18 de septiembre de 2011 |                       |  |

| Imbabura S.C. | 0 - 0 | Olmedo           | Olímpico de Ibarra     | 25 de septiembre de 2011 |                       |  |
| El Nacional   | 2 - 1 | Espoli           | Olímpico Atahualpa     | 25 de septiembre de 2011 |                       |  |
| Independiente | 5 - 0 | Emelec           | Municipal Rumiñahui    | 25 de septiembre de 2011 |                       |  |
| Manta F.C.    | 3 - 1 | Liga de Loja     | Monumental (Guayaquil) | 25 de septiembre de 2011 |                       |  |
| Barcelona     | 2 - 1 | Deportivo Cuenca | Monumental (Guayaquil) | 25 de septiembre de 2011 |                       |  |
| Liga de Quito | 1 - 0 | Deportivo Quito  | Casa Blanca            | 25 de septiembre de 2011 | 19 de octubre de 2011 |  |

| Liga de Loja     | 2 - 0 | Manta F.C.    | Federativo Reina del Cisne | 2 de octubre de 2011 |  |  |
| Deportivo Cuenca | 0 - 0 | Barcelona     | Alejandro Serrano Aguilar  | 2 de octubre de 2011 |  |  |
| Espoli           | 2 - 1 | El Nacional   | Olímpico (Santo Domingo)   | 2 de octubre de 2011 |  |  |
| Emelec           | 2 - 0 | Independiente | George Capwell             | 2 de octubre de 2011 |  |  |
| Olmedo           | 2 - 1 | Imbabura      | Olímpico (Riobamba)        | 2 de octubre de 2011 |  |  |
| Deportivo Quito  | 1 - 1 | Liga de Quito | Olímpico Atahualpa         | 2 de octubre de 2011 |  |  |

| Manta F.C.    | 0 - 1 | Espoli           | Jocay             | 16 de octubre de 2011 |  |  |
| Imbabura      | 1 - 4 | Deportivo Quito  | Olímpico (Ibarra) | 16 de octubre de 2011 |  |  |
| Emelec        | 3 - 0 | Olmedo           | George Capwell    | 16 de octubre de 2011 |  |  |
| El Nacional   | 1 - 1 | Deportivo Cuenca | Atahualpa         | 16 de octubre de 2011 |  |  |
| Liga de Quito | 3 - 0 | Liga de Loja     | Casa Blanca       | 16 de octubre de 2011 |  |  |
| Independiente | 0 - 3 | Barcelona        | Atahualpa         | 16 de octubre de 2011 |  |  |

| Liga de Loja     | 4 - 0 | Imbabura      | Federativo Reina del Cisne | 23 de octubre de 2011 |  |  |
| Olmedo           | 1 - 0 | Independiente | Olímpico (Riobamba)        | 23 de octubre de 2011 |  |  |
| Deportivo Quito  | 2 - 0 | Emelec        | Atahualpa                  | 23 de octubre de 2011 |  |  |
| Deportivo Cuenca | 2 - 0 | Manta F.C.    | Alejandro Serrano Aguilar  | 23 de octubre de 2011 |  |  |
| Espoli           | 1 - 0 | Liga de Quito | Olímpico (Santo Domingo)   | 23 de octubre de 2011 |  |  |
| Barcelona        | 3 - 1 | El Nacional   | Monumental (Guayaquil)     | 23 de octubre de 2011 |  |  |

| Espoli           | 1 - 3 | Emelec        | Olímpico (Santo Domingo)   | 26 de octubre de 2011 |  |  |
| Deportivo Cuenca | 2 - 1 | Imbabura      | Alejandro Serrano Aguilar  | 26 de octubre de 2011 |  |  |
| El Nacional      | 0 - 1 | Manta F.C.    | Atahualpa                  | 26 de octubre de 2011 |  |  |
| Deportivo Quito  | 2 - 2 | Independiente | Atahualpa                  | 26 de octubre de 2011 |  |  |
| Liga de Loja     | 1 - 1 | Olmedo        | Federativo Reina del Cisne | 26 de octubre de 2011 |  |  |
| Barcelona        | 2 - 3 | Liga de Quito | Monumental (Guayaquil)     | 26 de octubre de 2011 |  |  |

| Liga de Quito | 4 - 1 | Deportivo Cuenca | Casa Blanca (Quito) | 30 de octubre de 2011 |  |  |
| Olmedo        | 2 - 2 | Deportivo Quito  | Olímpico (Riobamba) | 30 de octubre de 2011 |  |  |
| Independiente | 1 - 2 | El Nacional      | Municipal Rumiñahui | 30 de octubre de 2011 |  |  |
| Manta F.C.    | 2 - 0 | Barcelona        | Jocay               | 30 de octubre de 2011 |  |  |
| Imbabura      | 3 - 0 | Espoli           | Olímpico (Ibarra)   | 30 de octubre de 2011 |  |  |
| Emelec        | 4 - 1 | Liga de Loja     | George Capwell      | 30 de octubre de 2011 |  |  |

| Deportivo Quito | 3 - 0 | Liga de Loja     | Atahualpa           | 7 de noviembre de 2011 |  |  |
| Independiente   | 3 - 2 | Manta F.C.       | Municipal Rumiñahui | 7 de noviembre de 2011 |  |  |
| Imbabura        | 3 - 1 | Barcelona        | Olímpico (Ibarra)   | 7 de noviembre de 2011 |  |  |
| Emelec          | 0 - 0 | Deportivo Cuenca | George Capwell      | 7 de noviembre de 2011 |  |  |
| Olmedo          | 2 - 1 | Espoli           | Olímpico (Riobamba) | 7 de noviembre de 2011 |  |  |
| Liga de Quito   | 2 - 1 | El Nacional      | Casa Blanca         | 7 de noviembre de 2011 |  |  |

| Liga de Loja     | 1 - 2 | Independiente   | Federativo Reina del Cisne | 20 de noviembre de 2011 |  |  |
| El Nacional      | 5 - 1 | Imbabura        | Atahualpa                  | 20 de noviembre de 2011 |  |  |
| Deportivo Cuenca | 1 - 1 | Olmedo          | Alejandro Serrano Aguilar  | 20 de noviembre de 2011 |  |  |
| Barcelona        | 2 - 0 | Emelec          | Monumental (Guayaquil)     | 20 de noviembre de 2011 |  |  |
| Manta F.C.       | 0 - 0 | Liga de Quito   | Jocay                      | 20 de noviembre de 2011 |  |  |
| Espoli           | 1 - 2 | Deportivo Quito | Olímpico (Santo Domingo)   | 20 de noviembre de 2011 |  |  |

| Independiente   | 2 - 0 | Liga de Quito    | Municipal Rumiñahui        | 23 de noviembre de 2011 |  |  |
| Imbabura        | 4 - 2 | Manta F.C.       | Olìmpico (Ibarra)          | 23 de noviembre de 2011 |  |  |
| Emelec          | 1 - 1 | El Nacional      | George Capwell             | 23 de noviembre de 2011 |  |  |
| Olmedo          | 1 - 2 | Barcelona        | Olímpico (Riobamba)        | 23 de noviembre de 2011 |  |  |
| Deportivo Quito | 2 - 1 | Deportivo Cuenca | Atahualpa                  | 23 de noviembre de 2011 |  |  |
| Liga de Loja    | 1 - 0 | Espoli           | Federativo Reina del Cisne | 23 de noviembre de 2011 |  |  |

| Liga de Quito    | 1 - 2 | Imbabura        | Casa blanca               | 27 de noviembre de 2011 |  |  |
| El Nacional      | 4 - 2 | Olmedo          | Atahualpa                 | 27 de noviembre de 2011 |  |  |
| Deportivo Cuenca | 4 - 0 | Liga de Loja    | Alejandro Serrano Aguilar | 27 de noviembre de 2011 |  |  |
| Manta F.C.       | 2 - 1 | Emelec          | Jocay                     | 27 de noviembre de 2011 |  |  |
| Espoli           | 1 - 4 | Independiente   | La Cocha (Latacunga)      | 27 de noviembre de 2011 |  |  |
| Barcelona        | 1 - 0 | Deportivo Quito | Monumental (Guayaquil)    | 27 de noviembre de 2011 |  |  |

| Independiente   | 1 - 1 | Imbabura         | Municipal Rumiñahui        | 30 de noviembre de 2011 |  |  |
| Espoli          | 2 - 3 | Deportivo Cuenca | Olímpico (Santo Domingo)   | 30 de noviembre de 2011 |  |  |
| Olmedo          | 0 - 1 | Manta F.C.       | Olímpico (Riobamba)        | 30 de noviembre de 2011 |  |  |
| Deportivo Quito | 0 - 1 | El Nacional      | Atahualpa                  | 30 de noviembre de 2011 |  |  |
| Liga de Loja    | 3 - 1 | Barcelona        | Federativo Reina del Cisne | 30 de noviembre de 2011 |  |  |
| Emelec          | 2 - 1 | Liga de Quito    | George Capwell             | 30 de noviembre de 2011 |  |  |

| Deportivo Cuenca | 3 - 0 | Independiente   | Alejandro Serrano Aguilar | 4 de diciembre de 2011 |  |  |
| Imbabura         | 2 - 1 | Emelec          | Olímpico (Ibarra)         | 4 de diciembre de 2011 |  |  |
| El Nacional      | 4 - 3 | Liga de Loja    | Atahualpa                 | 4 de diciembre de 2011 |  |  |
| Liga de Quito    | 0 - 0 | Olmedo          | Casa Blanca               | 4 de diciembre de 2011 |  |  |
| Manta F.C.       | 2 - 0 | Deportivo Quito | Jocay                     | 4 de diciembre de 2011 |  |  |
| Barcelona        | 1 - 0 | Espoli          | Monumental (Guayaquil)    | 4 de diciembre de 2011 |  |  |

### Tabla acumulada
| Pos. | Equipo                  | Pts. | PJ | PG | PE | PP | GF | GC | DG  |
| ---- | ----------------------- | ---- | -- | -- | -- | -- | -- | -- | --- |
| 1    | Deportivo Quito (C)     | 83   | 44 | 24 | 11 | 9  | 73 | 40 | +33 |
| 2    | Emelec                  | 78   | 44 | 22 | 12 | 10 | 65 | 38 | +27 |
| 3    | Liga de Quito           | 74   | 44 | 21 | 11 | 12 | 61 | 36 | +25 |
| 4    | El Nacional             | 69   | 44 | 20 | 9  | 15 | 71 | 56 | +15 |
| 5    | Barcelona               | 67   | 44 | 18 | 13 | 13 | 51 | 44 | +7  |
| 6    | Deportivo Cuenca        | 63   | 44 | 16 | 15 | 13 | 56 | 53 | +3  |
| 7    | Liga de Loja            | 56   | 44 | 16 | 8  | 20 | 58 | 69 | -11 |
| 8    | Olmedo                  | 56   | 44 | 15 | 11 | 18 | 49 | 60 | -11 |
| 9    | Manta F.C.              | 52   | 44 | 14 | 10 | 20 | 38 | 56 | -18 |
| 10   | Independiente del Valle | 50   | 44 | 13 | 11 | 20 | 61 | 74 | -13 |
| 11   | Imbabura S.C. (D)       | 48   | 44 | 13 | 9  | 22 | 51 | 73 | -22 |
| 12   | Espoli (D)              | 31   | 44 | 7  | 10 | 27 | 38 | 73 | -35 |

|     | En zona de clasificación al desempate para el tercer lugar y el cupo de "Ecuador 3" para la Copa Libertadores 2012. |
| (D) | Descendieron a la Serie B 2012.                                                                                     |

## Finales

### Tercer lugar
| 11 de diciembre de 2011, 12:00 | El Nacional          | 2:1 (2:1) | Liga de Quito | Estadio Olímpico Atahualpa, Quito                     |                                                       |
|                                | Vélez 8' · Chila 39' |           | Calderón 23'  | Asistencia: 7550 espectadores Árbitro(s): Carlos Vera | Asistencia: 7550 espectadores Árbitro(s): Carlos Vera |

| 19 de diciembre de 2011, 19:30 | Liga de Quito | 1:1 (0:0) | El Nacional  | Estadio Casa Blanca, Quito |                        |
|                                | Bolaños 83'   |           | Anangonó 71' | Árbitro(s): Omar Ponce     | Árbitro(s): Omar Ponce |

- El Nacional ganó 3 - 2 en el marcador global.

### Final
Artículo Principal: Resultados de la Final
| Finalistas               | Vía de clasificación        |
| ------------------------ | --------------------------- |
| Club Sport Emelec        | Ganador de la Primera Etapa |
| Sociedad Deportivo Quito | Ganador de la Segunda Etapa |

| 11 de diciembre de 2011, 16:00 | Emelec | 0:1 (0:1) | Deportivo Quito | Estadio George Capwell, Guayaquil                       |                                                         |
|                                |        |           | Martínez 29'    | Asistencia: 30 000 espectadores Árbitro(s): José Carpio | Asistencia: 30 000 espectadores Árbitro(s): José Carpio |

| 17 de diciembre de 2011, 12:00 | Deportivo Quito | 1:0 (0:0) | Emelec | Estadio Olímpico Atahualpa, Quito                            |                                                              |
|                                | Alustiza 88'    |           |        | Asistencia: 35 742 espectadores Árbitro(s): Alfredo Intriago | Asistencia: 35 742 espectadores Árbitro(s): Alfredo Intriago |

- Deportivo Quito ganó 2 - 0 en el marcador global.

|                                             |
|                                             |
| Campeón Sociedad Deportivo Quito 5.º título |

## Goleadores
| Jugador            | Club                    | Goles |
| ------------------ | ----------------------- | ----- |
| Narciso Mina       | Independiente del Valle | 28    |
| Juan Luis Anangonó | El Nacional             | 22    |
| Julio Bevacqua     | Deportivo Quito         | 20    |
| Fábio Renato       | Liga de Loja            | 20    |
| Hernán Barcos      | Liga de Quito           | 16    |
| Juan Govea         | Deportivo Cuenca        | 12    |
| Edder Vaca         | Liga de Loja            | 12    |
| Christian Gómez    | Olmedo                  | 12    |
| Edison Preciado    | El Nacional             | 11    |
| Javier Guarino     | Espoli                  | 10    |
| Iván Borghello     | Barcelona               | 10    |
| Enner Valencia     | Emelec                  | 9     |
| Fidel Martínez     | Deportivo Quito         | 9     |
| Carlos Feraud      | Liga de Loja            | 9     |
| Federico Laurito   | Deportivo Cuenca        | 9     |
| Luis Bolaños       | Liga de Quito           | 11    |
| Franklin Salas     | Imbabura S.C.           | 9     |
| Néstor Ayala       | Deportivo Cuenca        | 8     |
| Cristian Menéndez  | Emelec                  | 8     |
| Alfredo Ramua      | Olmedo                  | 8     |
| Iván Kaviedes      | El Nacional             | 7     |
| Diego Lara         | Espoli                  | 7     |
| Luis Saritama      | Deportivo Quito         | 7     |